# Metr

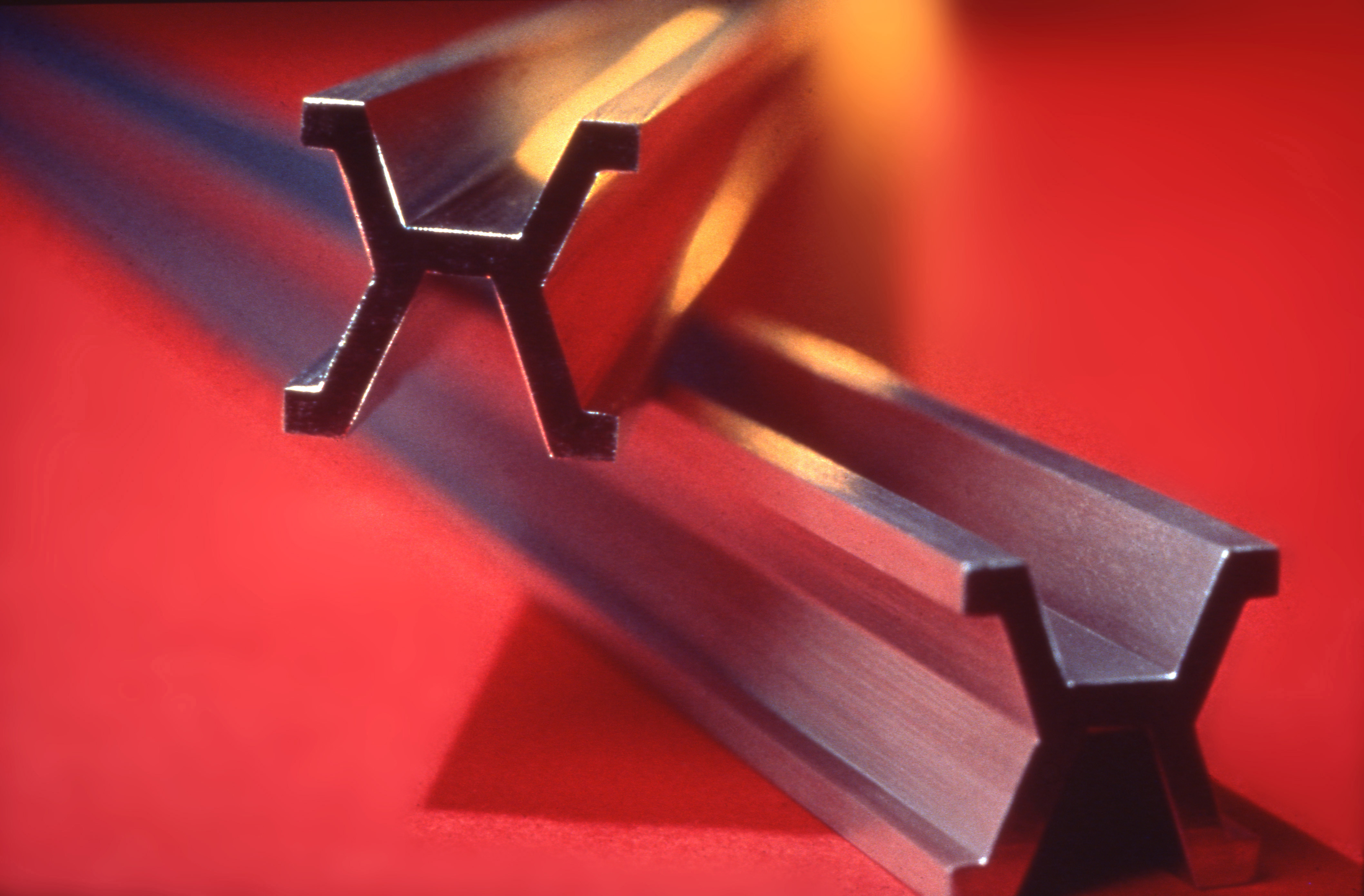
Platino-iridiová tyč – etalon metru

Metr je základní jednotka délky, jeho standardní značka je m. Byl zaveden roku 1791 ve Francii v rámci revolučních reforem a původně byl odvozen jako jedna desetimiliontina délky zemského kvadrantu (což je polovina délky poledníku). Na metru byla následně založena metrická soustava fyzikálních veličin, která se pro svou přehlednost a snadnou převoditelnost postupně prosadila i ve světě (viz též Metrická konvence). Nejčastěji používané odvozené jednotky jsou kilometr (km, 1000 m), centimetr (cm, setina metru), milimetr (mm, tisícina metru), mikrometr (miliontina metru – strojírenství, elektrotechnika), nanometr (miliardtina metru – vlnové délky, optika).
Od roku 1983 je metr v soustavě SI definován pomocí času a rychlosti světla, konkrétně jako vzdálenost, kterou urazí světlo ve vakuu za 1/299792458 s.

## Násobky a díly
Z násobků a dílů metru se používají následující (podle velikosti od nejmenších):

### Díly metru
Yoktometr
Yoktometr (značka ym) 10−24 neboli jedna kvadriliontina metru. Je o mnoho řádů menší než nejmenší známé částice, stále je však o 11 řádů větší než Planckova délka, jejíž řád udává teoreticky předpokládanou úroveň, při které dochází ke kvantování prostoru a pod kterou by tak pojem vzdálenosti přestával mít dobrý fyzikální smysl.
Zeptometr
Zeptometr (značka zm) 10−21 neboli jedna triliardtina metru.
Attometr
Attometr (značka am) 10−18 neboli jedna triliontina metru, řádem odpovídá velikosti kvarku.
Femtometr
Femtometr (značka fm), 10−15 metru neboli 1 biliardtina metru je délková jednotka používaná především v jaderné fyzice, neboť řádem odpovídá rozměrům atomového jádra. Jaderní fyzici ji na počest Enrica Fermiho neoficiálně nazývají fermi (aniž by museli zavádět novou značku jednotky, protože „fm“ odpovídá oběma názvům).
Pikometr
Pikometr (značka pm) je délková jednotka, 10−12 neboli biliontina metru.
Například poloměr atomu hélia je 31 pm.
Nanometr
Nanometr (značka nm) je délková jednotka, 10−9 neboli 1 miliardtina metru.
Například vzdálenosti atomů v pevných látkách jsou řádově zlomky (typicky čtvrtina až pětina) nanometru. V řádech nanometrů se pohybují nanotechnologie.
V nanometrech se vyjadřuje např. vlnová délka viditelného a ultrafialového záření.
Mikrometr
Mikrometr (značka µm), také mikron, je délková jednotka, 10−6 neboli 1 miliontina metru.
Užívá se v přesném strojírenství, optoelektronice, v klasické mikroskopii apod. Například kapka mlhy má cca 10 µm, nebo jádro jednovidového optického vlákna má průměr 9 µm.
Milimetr
Milimetr (značka mm) je délková jednotka, 10−3 neboli 1 tisícina metru.
Milimetr je nejmenší obecně použitelná délková jednotka. Udávání rozměrů v milimetrech je běžné ve strojnictví, stavebnictví a téměř všech výrobních oborech. V milimetrech se vyjadřuje šířka filmového pásu (16 mm, 35 mm atd.) a rozchodu kolejnic (760 mm, 1435 mm apod.).
V milimetrech za určitou dobu se také udává množství srážek v meteorologii; jeden milimetr srážek znamená, že na každý metr čtvereční napršel jeden litr srážek (neboť 1 mm × 1 m² = 1 dm³ = 1 l).
Centimetr
Centimetr (značka cm) je délková jednotka, 10−2 neboli 1 setina metru. Hovorově se mu někdy říká „číslo“.
Jedná se o nejběžněji používanou malou délkovou jednotku. Udávají se v něm např. výšky hladin vodních toků, rozměry člověka, oděvů, nábytku a dalších předmětů denní potřeby. Dříve se užíval i ve stavebnictví, než se během 20. století díky zdokonalení technologie přešlo na přesnější milimetry.
Decimetr
Decimetr (značka dm) je délková jednotka, 10−1 neboli 1 desetina metru. Používá se spíše jen jako pomocná jednotka pro hrubé rozměry mezi 0,1 a 1 m, např. pro přibližné vyjádření hloubky vody. S přesností na decimetry (ovšem v metrech) se často uvádějí výškové kóty na turistických mapách.
Krychlový decimetr se nazývá litr a je výchozí jednotkou pro měření objemu v každodenní praxi.

### Násobky metru
Dekametr
Dekametr (značka dam nebo nesprávně Dm), tedy 10 metrů, se jako jednotka délky prakticky nevyskytuje. Používá se čtvereční dekametr, triviálně zvaný ar.
Hektometr
Hektometr (značka hm) je délková jednotka, 102 neboli 100 metrů.
Běžně se nepoužívá. Jen na železnici je zaveden jako vzdálenost dvou sousedních hektometrovníků, což jsou kamenné (či betonové) patníky rozmístěné kolem trati, na nichž je vyznačeno staničení v kilometrech s přesností na desetiny (tedy na hektometry). Sama poloha bodu na trati se ale udává v kilometrech s přesností na tisíciny (fakticky tedy na metry), např. „silniční přejezd km 1,456“, případně „návěstidlo v km 44,500“. Projekční staničení se pak obvykle uvádí s přesností na centimetry (silnice) či milimetry (železnice).
Také ve vodáckých kilometrážích se body na toku obvykle uvádějí v kilometrech s přesností na hektometry.
Čtvereční hektometr se nazývá hektar (= 100 arů).
Kilometr
Kilometr (značka km, někdy nesprávně Km nebo KM) je délková jednotka, 103 neboli 1 tisíc metrů.
Kilometr je jediný běžně používaný vyšší násobek metru. Používá se pro vyjádření vzdáleností v dopravě (zde často hovorově „kilák“) a obecně v geografii. Vysoké násobky kilometrů (tisíce, miliony) se používají i v astronomii blízkého vesmíru (vzdálenost Měsíce, Slunce apod.).
Při udávání polohy na silnicích se běžně hovoří o půltých kilometrech, např. „nehoda na 44. a půltém kilometru dálnice D1“, což souvisí s tím, že dálnice a hlavní silnice jsou osazeny kilometrovníky po půl km.
Vyšší násobky
Vyšší násobky vyjádřené předponami, jako megametr, gigametr apod. se prakticky nepoužívají, pro takové větší rozměry a vzdálenosti se mluví o násobcích (tisících, milionech apod.) kilometrů, případně se vyjadřují jinými, zejména astronomickými délkovými jednotkami – parsek, světelný rok apod. (viz též níže).

## Historie

### Kyvadlový metr
Roku 1668 anglický klerik a filozof John Wilkins navrhl v eseji desítkovou soustavu měření délek, inspirován Christopherem Wrenem k použití délky kyvadla, jehož půlperioda (kyv, půl kmitu) trvá jednu sekundu, známého jako sekundové kyvadlo. Christiaan Huygens změřil tuto délku jako 38 královských (nizozemských) palců čili 39,26 anglických palců. Dnes se rovná 997 mm. Oficiálně na to nikdo nereagoval.
V roce 1670 lyonský biskup Gabriel Mouton rovněž navrhl univerzální délkovou jednotku opřenou o desítkovou číselnou soustavu založenou na zemské souřadnicové minutě resp. na délce kyvadla s periodou jedné sekundy. A roku 1675 italský vědec Tito Livio Burattini ve svém díle Misura Universale (Univerzální míra) použil výraz „metro cattolico“ („obecná míra“), odvozené z řeckého μέτρον καθολικόν (métron katholikón) pro označení normové délky odvozené z kyvadla.

### Poledníkový metr
Jako výsledek francouzské revoluce francouzská Akademie věd ustavila komisi pro stanovení prosté stupnice všech měr. 7. října 1790 komise doporučila desítkový číselný systém a 19. března 1791 doporučila přijetí termínu „mètre“ („míra“), základní jednotky délky definované jako desetimiliontina vzdálenosti severního pólu a rovníku po pařížském poledníku. Poledníkový obvod Země tedy činil přesně 40 000 km. Roku 1793 Národní shromáždění Francouzů přijalo tento návrh. Později metr začaly používat i jiné země, např. Anglie od roku 1797. V této podobě poledníkové definice se metr stal základem metrické soustavy.

### Tyčový metr
V sedmdesátých letech 19. století ve světle novodobé přesnosti se zabývala metrickým standardem řada mezinárodních konferencí. Metrická dohoda (Convention du Mètre) z roku 1875 pověřila správou Mezinárodní úřad vah a měr (BIPM: Bureau International des Poids et Mesures) v Sèvres ve Francii. Tato nově ustavená organizace uchovávala prvotní metrovou tyč, poskytovala národní prototypy a udržovala převody s nemetrickými normami. Tato organizace vytvořila tyčový etalon roku 1889 na první Všeobecné konferenci vah a měr (CGPM: Conférence Générale des Poids et Mesures), a tím ustavila mezinárodní prototyp metru jako vzdálenost mezi dvěma ryskami normové tyče ze slitiny 90 % platiny a 10 % iridia při teplotě tání ledu. Později se zjistilo, že tento první vzor byl o 200 mikrometrů kratší kvůli chybě výpočtu zploštění Země. Nicméně tato délka se stala normou, standardem. Prvotní vzor zůstává v definovaných podmínkách z roku 1889 nadále.

### Vlnový metr
Pozdější fyzikální definice odstranily závislost na prototypu tím, že délku metru vyjádřily pomocí fyzikálních konstant. První taková definice byla schválena roku 1960 a zněla:
Metr je délka, rovnající se 1 650 763,73 násobku vlnové délky záření šířícího se ve vakuu, které přísluší přechodu mezi energetickými hladinami 2p10 a 5d5 atomu kryptonu 86.
Nejnovější definice z roku 1983 svázala délku metru přes rychlost světla ve vakuu s velikostí sekundy.
Z toho vyplývá, že zpřesňováním měření času se zpřesňuje také velikost metru (praktická realizace měřením je však méně přesná), hodnota rychlosti světla ve vakuu je nadále neměnná konstanta.
Z hlediska teorie relativity je metr definován jako jednotka vlastní délky, tak jako je sekunda definována jako jednotka pro vlastní čas.

## Vývoj definice v čase
- 8. května 1790 – francouzské národní shromáždění rozhodlo, že délka metru by měla být stejná jako délka kyvadla, jehož doba půlkyvu je rovna jedné sekundě.
- 30. března 1791 – francouzské národní shromáždění přijalo návrh francouzské akademie věd a to: metr = jedna desetimiliontina vzdálenosti od rovníku k severnímu pólu (přesněji řečeno 1/107 zemského kvadrantu).
- 1795 – zhotovena provizorní metrová tyč z mosazi.
- 10. prosince 1799 – francouzské národní shromáždění určilo, že metrová tyč (etalon), jež byla vyrobena dne 23. června 1799, bude uložena v národním archivu jako finální podoba metru.
- 28. září 1889 – první jednání o váhách a mírách (CGPM) definovalo délku jednoho metru jako vzdálenost mezi dvěma ryskami na standardizované tyči ze slitiny platiny (90 %) a iridia (10 %), měřeno při teplotě tání ledu.
- 6. října 1927 – sedmé CGPM upřesnilo definici metru jako délku měřenou při teplotě 0 °C a normálním atmosférickém tlaku, mezi osami dvou linek vyznačených na výše zmíněném prototypu metru ze slitiny Pt-Ir, podepřeném dvěma válci o průměru nejméně jeden centimetr umístěnými symetricky ve stejné výšce a vzájemné vzdálenosti 571 mm.
- 20. října 1960 – jedenácté CGPM definovalo metr jako 1 650 763,73 násobek vlnové délky záření ve vakuu, která odpovídá přechodu mezi hladinami 2p10 a 5d5 atomu kryptonu 86.
- 21. října 1983 – sedmnácté CGPM definovalo délku jako vzdálenost, kterou urazí světlo ve vakuu během časového intervalu 1/299 792 458 sekundy (tj. světlo urazí ve vakuu za sekundu přesně 299 792 458 metrů – tato délka je tzv. „světelná sekunda“).[4] Oficiální francouzské znění je: Le mètre est la longueur du trajet parcouru dans le vide par la lumière pendant une durée de 1/299 792 458 de seconde.[5][6]

Všechny tyto změny tkvěly pouze ve zpřesňování definice nebo její převádění na stabilnější základ, platná hodnota metru se od prvotní definice odvozené z délky poledníku liší jen nepatrně (o 0,022 %).

## Jiné zkratky
Kromě obvyklé značky m se lze (např. v Itálii) setkat se značením mt. Rovněž v zemích užívajících míle je pro ně užívána zkratka „m“, a proto užívání zkratky „m“ bývá nahrazováno „mt“.

## Nemetrické délkové jednotky

### Letecká a námořní doprava
V letecké dopravě se celosvětově užívá pro určení výšky jednotka stopa místo metru; obdobně vodorovné vzdálenosti v námořnictvu a letectvu se určují v námořních mílích (její definice, byť byla původně odvozena z úhlového stupně na zemském poledníku, je nyní založena na jednotkách SI, a 1 NM je tedy přesně rovna 1 852 m). Byť ICAO sice hodlá v budoucnu přejít na jednotky SI, nebyl pro tuto změnu stanoven termín. Kvůli zachování bezpečnosti by se totiž jednalo o složitý a krajně nebezpečný proces. Prakticky reálný je tento přechod patrně až po plné automatizaci řízení vzdušného provozu.

### Další nemetrické jednotky

#### Tradiční
Pozůstatky historických měrných systémů, zejména imperiální jednotky dosud používané v anglosaských zemích. Pro účely snazšího přepočtu byly i tyto jednotky posléze definovány jako přesný násobek nějaké jednotky metrické.
- yard – přesně 0,9144 m
- míle – 1760 yardů = 1 609,344 m
- sáh (fathom) – 2 yardy = 1,8288 m
- stopa (foot, plurál feet) – 1/3 yardu = 30,48 cm
- palec (inch), též coul – 1/36 yardu = 2,54 cm
- loket (ell) – 45 palců = 1,143 m

#### Astronomické
Používají se pro vyjadřování obrovských vzdáleností ve vesmíru v řádech miliard km a vyšších. Jsou odvozeny z určitých kosmických či fyzikálních jevů, ale jejich přesné definice jsou také založeny na metrické soustavě.
- astronomická jednotka (AU) – přesně 149 597 870 700 m
- parsek – zhruba 30 856 775 814 913 673 m (je odvozen z AU, ale do výpočtu vstupuje iracionální číslo π, takže hodnotu nelze číselně vyjádřit přesně)
- světelný rok – přesně 9 460 730 472 580 800 m